# Viləşçay su anbarı
Viləşçay su anbarı är en reservoar i Azerbajdzjan. Den ligger i den sydöstra delen av landet, 190 km sydväst om huvudstaden Baku. Viləşçay su anbarı ligger 71 meter över havet. Arean är 2,3 kvadratkilometer. Den sträcker sig 3,7 kilometer i nord-sydlig riktning, och 2,2 kilometer i öst-västlig riktning.
Följande samhällen ligger vid Vileshchay Reservoir:
- Gariblyar (1 538 invånare)
- Isi (186 invånare)

Trakten runt Viləşçay su anbarı består till största delen av jordbruksmark. Runt Vileshchay Reservoir är det ganska tätbefolkat, med 230 invånare per kvadratkilometer.